# روبرت أو. فينك
روبرت أو. فينك (بالإنجليزية: Robert O. Fink)‏ هو باحث في تاريخ العصور الكلاسيكية وأستاذ جامعي أمريكي، ولد في 4 نوفمبر 1905 في جينيفا في الولايات المتحدة، وتوفي في 17 ديسمبر 1988 في ماونت فرنون في الولايات المتحدة.